# Système d'exploitation orienté sécurité
Voici la liste alphabétique des systèmes d'exploitation non seulement reconnus pour leur sécurité, mais issus d'un projet axé sur le renforcement de la sécurité. Les critères sont détaillés et peuvent également être répertoriés dans les systèmes d'exploitation évalués. 

## BSD
BSD (pour Berkeley Software Distribution) est un système d'exploitation sous une licence libre, la licence BSD, duquel sont dérivés NetBSD, FreeBSD et OpenBSD notamment. 

### OpenBSD
OpenBSD est issu de la séparation avec NetBSD, le plus ancien des trois autres principaux systèmes d'exploitation de la famille des BSD aujourd'hui en activité. C'est un projet open source hautement concerné par la sécurité, il inclut un certain nombre de mesures de sécurité absentes ou optionnelles dans d'autres systèmes d'exploitation, même au détriment de la facilité d'utilisation, de la vitesse ou des fonctionnalités. Des audits de codes considérés comme étant des éléments importants de la sécurité d'un système sont effectués.

### HardenedBSD
HardenedBSD est une bifurcation (fork en anglais) de FreeBSD destinée à accentuer la sécurité. Le projet a commencé par la mise en œuvre de l'ASLR en 2015. Depuis, HardenedBSD est passé à la mise en œuvre d'autres technologies d'atténuation et de durcissement contre l'exploitation de vulnerabilité informatique. Le projet s'inspire principalement de PaX et de Grsecurity.

### NetBSD
NetBSD intègre des fonctions d'atténuation des exploits, ASLR, KASLR, Veriexec, Kauth, mprotect() restreint et Segvguard du projet PaX, et des extensions de compilateur comme Stack Smashing Protection.

### TrustedBSD
TrustedBSD était une surcouche de FreeBSD destinée à accentuer la sécurité. Le projet était rendu possible par des subventions venant de différentes organisations; il suit les critères communs pour l'évaluation de sécurité de Trusted Computer System Evaluation Criteria (ensemble de critères énoncés par le département de la Défense des États-Unis dans le livre orange, ou orange book). Les principaux travaux portent notamment sur le contrôle d'accès discrétionnaire et sur l'implémentation FLASK/TE de la NSA. Beaucoup d'extensions concernant la sécurité ont été intégrées au projet principal, FreeBSD, à partir des versions 5.x.

## GNU/Linux
GNU/Linux est l'appellation courante du système d'exploitation libre, multitâche, multiplate-forme et multi-utilisateur de type Unix basé sur le noyau Linux écrit par Linus Torvalds. GNU/Linux n'est pas à proprement parler basé sur la sécurité, mais diverses distributions s'en donnent l'objectif.

### Gentoo Hardened
Gentoo Hardened est un sous-projet de Gentoo. Auparavant, le projet utilisait principalement PaX et Grsecurity afin de durcir le noyau linux contre la vulnérabilité du jour zéro. Gentoo Hardened met en avant le module de sécurité SELinux et RSBAC (Rule Set Based Access Control).

### Openwall GNU/*/Linux
Openwall GNU/*/Linux est conçue par Solar Designer, est la première à inclure une pile d’appels utilisateur non exécutable, une protection contre les compétitions au sein de /tmp et des restrictions d’accès aux données de /proc, au moyen d’un patch du noyau.

### Qubes OS
Développée par une équipe autour de Joanna Rutkowska, Qubes OS utilise l’hyperviseur Xen pour compartimenter les différentes applications dans des machines virtuelles. Les différents domaines sont configurables selon leurs utilisations et les risques associés. 

### Tails (The Amnesic Incognito Live System)
Basé sur Debian. Toutes les connexions sont forcées de passer à travers Tor ou (en option) I2P. Le système est conçu pour être démarré en tant que live CD ou live USB, et aucune trace n'est laissée sur le stockage local à moins d'y être autorisé.

### CLIP OS
CLIP OS est une distribution Linux développé par l'ANSSI depuis 2006. Initialement à destination des administrations publiques française, le code source a été déclassifié et ouvert en septembre 2018,.
La version 4, basée sur une distribution Gentoo Hardened, y ajoute notamment des fonctionnalités de gestion de sécurité multi-niveau, d'isolation des processus (basé sur Linux-VServer), de gestion sécurisée des mises à jour, d'administration à distance et de sécurisation des communications réseau. La version 5 est aujourd'hui en cours de développement.

### Whonix
Whonix est une distribution GNU/Linux basée sur Debian et orientée sécurité. Son objectif est de préserver la vie privée, la sécurité et l'anonymat sur Internet.

### BlackArch Linux
BlackArch existe en tant que distribution indépendante, ou comme dépôts non officiels pour une installation existante d’Arch Linux. Elle est orientée vers les tests d’intrusion et la sécurité en général.

### Kali Linux
L'objectif de Kali Linux est de fournir une distribution regroupant l'ensemble des outils nécessaires aux tests de sécurité d'un système d'information, notamment le test d'intrusion. 

### Fedora
Fedora est un projet basé sur la distribution Red Hat. C'est la seule distribution répandue qui intègre des éléments supplémentaires de sécurité, avec l'intégration du module de sécurité SELinux avec le contrôle d'accès obligatoire (Mandatory access control pour la gestion des droits des utilisateurs, et notamment l'utilisation systématique des préventions de dépassement de tampon.

### Adamantix
Adamantix, aussi connue sous le nom de Trusted Debian, était un système d'exploitation GNU/Linux, basé sur Debian, et orienté sécurité avec notamment des protections contre les attaques utilisant des débordements avec PaX et SSP et un contrôle avancé du système à l'aide de RSBAC (Rule Set Based Access Control).

### Annvix
Annvix était un dérivée de Mandriva pour produire une distribution sécurisée dédiée aux serveurs. Elle emploie la protection Stack-Smashing Protector (SSP) contre la corruption de pile et utilisera prochainement RSBAC (Rule Set Based Access Control).

### CopperheadOS
Il s’agissait d’un système d’exploitation mobile libre et open-source basé sur Android, qui a utilisé quelque temps un port non officiel de PaX,,.

### EnGarde Secure Linux
EnGarde Secure Linux était une plateforme sécurisée pour les serveurs. Elle regroupe plusieurs services web, DNS ou email, tout en se voulant simple à configurer. 

### GrapheneOS
GrapheneOS un système d’exploitation mobile libre et open-source basé sur Android. Il s'agit d'un fork du projet CopperheadOS à la suite d'un différend des développeurs du projet avec la société Copperhead qui était le sponsor du projet. Le projet est un système d'exploitation basé sur AOSP (Android Open Source Project) qui ajoute des fonctions de sécurité à Android comme du sandboxing, de nouvelles permissions (accès au réseau ou aux capteurs), la possibilité de changer d'adresse MAC à chaque connexion ou le l'ajout d'un malloc renforcé. L'OS comprend aussi quelques application de base renforcées (lecteur PDF, appareil photo, navigateur Vanadium...).
Les applications permettant l'accès au Google Play Store sont maintenant disponible afin de permettre l'adoption de ce système d'exploitation à un plus grand nombre de personnes.

### Hardened Linux (Wendzel Linux)
Wendzel Linux était une petite distribution pour jouer le rôle de pare-feu, de détection d'intrusions et de porte d'accès aux réseaux VPN. La distribution est basée sur la Slackware mais a subi de profondes modifications comme l'utilisation du patch Grsecurity pour le kernel. Son développement est officiellement arrêté le 26 juin 2008.

### Immunix
Immunix était une distribution commerciale utilisant divers systèmes de sécurité lourds. Y figurent StackGuard, la signature et le chiffrement des exécutables.

### Incognito
Basé sur Gentoo, avant la création de Tails.

## Solaris
Solaris est le système d'exploitation Unix propriétaire de Sun Microsystems. Le système en lui-même n'est pas axé sur la sécurité. Des fonctionnalités provenant du projet OpenSolaris comme ZFS sont fusionnés en amont à la version officielle de Solaris après diverses certifications. 

### Trusted Solaris
Trusted Solaris était principalement utilisée par des instances gouvernementales dans le domaine du calcul. Cette distribution possèdait des audits détaillés, elle utilisait le contrôle d'accès obligatoire (Mandatory access control) avec des méthodes d'authentification physique via des périphériques et le RSBAC (Rule Set Based Access Control). Une partie de ces moyens sécuritaires ont été transférés dans la version Solaris 10.